# معتمدية أولاد الشامخ
معتمدية أولاد الشامخ إحدى معتمديات الجمهورية التونسية، تابعة لولاية المهدية.